# Josef von Botta-Adorno
Josef Marquis von Botta-Adorno (* 1725 in Pavia; † 1799 ebenda) war k. k. Generalmajor und Ritter des Maria-Theresia-Ordens.

## Leben
Botta trat mit 20 Jahren in österreichische Dienste und wurde als Unterleutnant im Kürassier-Regiment K 13 angestellt. Er kämpfte mit dem Regiment im österreichischen Erbfolgekrieg 1746 in der Schlacht bei Roddofreddo, so wie in der Provence. Im Jahr 1749 stieg er zum Rittmeister auf.
Im Siebenjährigen Krieg kämpfte er 1757 in den Schlachten bei Prag, Breslau und Leuthen und wurde 1758 zum Major befördert. Am 17. September 1759 besetzte er den Limmelberg, wo er zuvor die preußische Kavallerie vertreiben musste. Am 21. September 1759 konnte es sich im Gefecht bei Meißen auszeichnen. Bei Löthain bei Meißen vertrieben er und fünf Kürassierregimenter preußische Grenadierbataillone, die auf dem Weg nach Meißen waren. Botta wurde durch einen Schuss in den Leib und in den Fuß verwundet, er kommandierte aber auch noch die Kürassiere als die preußische Kavallerie den Grenadieren zur Hilfe kamen. Vom Blutverlust geschwächt musste, er vom Kampfplatz getragen werden und erhielt dafür den Marie-Theresia-Orden.
Im Gefecht bei Töplitz 1762 half er mit einer Grenadier- und zwei Karabinierkompanien die wichtigen Anhöhen bei Gladrop behaupten. Im Mai 1763 wurde er aggregierter Oberst im Kürassier-Regiment Nr. 2 (später Nr. 8) und wurde im April 1764 wirklicher Oberst im Kürassier-Regiment Nr. 10. Nach dem Krieg wurde er 1764 Oberst in Kürassier-Regiment Nr. 8 und am 7. Dezember 1771 mit Rang vom 28. Juli 1765 Generalmajor. Im Februar 1772 ging er in Pension und verlebte seine letzten Tage auf seinen Gütern in Italien.